# Corroboreeschijnpad
De corroboreeschijnpad (Pseudophryne corroboree) is ondanks de naam een kikker uit de familie Australische fluitkikkers (Myobatrachidae). De soort werd voor het eerst wetenschappelijk beschreven door J. A.Moore in 1953.

## Kenmerken
Deze kleine kikker wordt maar drie centimeter lang en heeft een zwarte basiskleur en een fel afstekende gele longitudinale lijnentekening, die bij oudere dieren wat vager wordt, de soort is hieraan makkelijk te herkennen, zelfs de buik is gekleurd. Ondanks de felle kleuren, die meestal aanduiden dat een dier giftig is, is dit bij deze kikker niet van toepassing.

## Levenswijze
Het voedsel bestaat uit insecten en andere kleine geleedpotigen. Deze soort klimt nooit en kruipt door de strooisellaag tussen de bladeren en verstopt zich onder stenen of omgevallen boomstammen. Voor de voortplanting trekken de dieren massaal naar de lager gelegen laaglanden om daar de eieren af te zetten want ze hebben het hier groeiende vochtige veenmos nodig voor een betere overlevingskans.

## Verspreiding en leefgebied
Het verspreidingsgebied ligt in Australië, in New South Wales en Victoria. De habitat bestaat uit drassige omgevingen zoals moerassen, bosranden met vennen of natte weilanden. Ook in bergbossen komt de kikker voor tot 2000 meter boven zeeniveau maar altijd in de buurt van water zoals beekjes.

## Naamgeving
Corroboree is een traditionele dans van de Aboriginals, maar wordt door de Australiërs ook wel gebruikt als synoniem voor wilde studentenfeesten. Hoe de kikker aan deze naam komt, zou liggen in de lichamelijke spasmen nadat men aan deze vrij giftige soort gelikt heeft, maar de oorsprong van de naam is niet helemaal duidelijk.